# Преобразование Бокса — Мюллера
Преобразование Бокса — Мюллера — метод моделирования стандартных нормально распределённых случайных величин.
Имеет два варианта.
Метод является точным, в отличие, например, от методов, основывающихся на центральной предельной теореме.
Метод был опубликован в 1958 году Джорджем Боксом и Мервином Мюллером. 

## Первый вариант
Пусть {\displaystyle r} и {\displaystyle \varphi \ } — независимые случайные величины, равномерно распределённые на интервале {\displaystyle (0,\;1]}.
Вычислим {\displaystyle z_{0}} и {\displaystyle z_{1}} по формулам
{\displaystyle z_{0}=\cos(2\pi \varphi ){\sqrt {-2\ln r}},}
{\displaystyle z_{1}=\sin(2\pi \varphi ){\sqrt {-2\ln r}}.}
Тогда {\displaystyle z_{0}} и {\displaystyle z_{1}} будут независимы и распределены нормально с математическим ожиданием 0 и дисперсией 1.
При реализации на компьютере обычно быстрее не вычислять обе тригонометрические функции — {\displaystyle \cos(\cdot )} и {\displaystyle \sin(\cdot )} — а рассчитать одну из них через другую. Ещё лучше воспользоваться вместо этого вторым вариантом преобразования Бокса — Мюллера.

## Второй вариант
Пусть {\displaystyle x} и {\displaystyle y} — независимые случайные величины, равномерно распределённые на отрезке {\displaystyle [-1,\;1]}.
Вычислим {\displaystyle {s=x^{2}+y^{2}}}.
Если окажется, что {\displaystyle {s>1}} или {\displaystyle {s=0}}, то значения {\displaystyle x} и {\displaystyle y} следует «выбросить» и сгенерировать заново.
Как только выполнится условие {\displaystyle {0<s\leqslant 1}}, по формулам
{\displaystyle z_{0}=x\cdot {\sqrt {-2\ln s \over s}}}
и
{\displaystyle z_{1}=y\cdot {\sqrt {-2\ln s \over s}}}
следует рассчитать {\displaystyle z_{0}} и {\displaystyle z_{1}}, которые, как и в первом случае, будут независимыми величинами, удовлетворяющими стандартному нормальному распределению.
Коэффициент использования базовых случайных величин для первого варианта, очевидно, равен единице.
Для второго варианта это отношение площади окружности единичного радиуса к площади квадрата со стороной два, то есть {\displaystyle \pi /4\approx 0{,}785}.
Тем не менее, на практике второй вариант обычно оказывается быстрее, за счёт того, что в нём используется только одна трансцендентная функция, {\displaystyle \ln(\cdot )}.
Это преимущество для большинства реализаций перевешивает необходимость генерации большего числа равномерно распределённых случайных величин.

## Переход к общему нормальному распределению
После получения стандартной нормальной случайной величины {\displaystyle z}, можно легко перейти к величине {\displaystyle \xi \sim N(\mu ,\sigma ^{2})} распределённой нормально с математическим ожиданием {\displaystyle \mu } и стандартным отклонением {\displaystyle \sigma } по формуле
{\displaystyle \xi =\mu +\sigma z.}
Это уже не является частью преобразования Бокса — Мюллера, но позволяет завершить генерацию нормальной случайной величины.